# Staffelbach
Staffelbach es una comuna suiza del cantón de Argovia, ubicada en el distrito de Zofingen. Limita al norte con la comuna de Schöftland, al noreste con Schlossrued, al este con Kirchleerau, al sureste con Moosleerau, al sur con Attelwil, al suroeste con Wiliberg, al oeste con Bottenwil, y al noroeste con Uerkheim.